# BEST SELECTION (ALFEEのアルバム)
『BEST SELECTION』（ベスト・セレクション）は、1984年12月5日発売されたALFEE6枚目のベスト・アルバム。

## 概要
CDとカセット・テープのみの発売。
1988年5月21日、『BEST SELECTION II THE ALFEE』発売に伴い、本作は『BEST SELECTION I THE ALFEE』とタイトル・ジャケット画像を変更して同年9月21日再発売された。IIと違い再録曲が無い。

## 収録曲
1. 星空のディスタンス
2. 過ぎ去りし日々
「ラブレター」B面。
3. 幻想飛行
『ALFEE'S LAW』収録曲。
4. 明日なき暴走の果てに
「無言劇」B面。
5. メリーアン
6. Musician
『讃集詩』収録曲。
7. See You Again
『doubt,』収録曲。
8. ロンサム・シティ
『讃集詩』収録曲。
9. 鋼鉄の巨人
『THE RENAISSANCE』収録曲。
10. Feeling Love
「美しいシーズン」B面。
11. Mr.Romance
『ALFEE'S LAW』収録曲。
12. 別れの律動
13. STARSHIP -光を求めて-
14. ラブレター